# Adriana Inés Acosta
Adriana Inés Acosta (Lomas de Zamora, 19 de gener de 1956 - desapareguda a Buenos Aires, 27 de maig de 1978) va ser una militant política i jugadora d'hoquei sobre herba argentina que va ser segrestada i detinguda-desapareguda per la dictadura cívico-militar que va governar Argentina entre 1976 i 1983.
El 1972 va formar part i va ser capitana de l'equip juvenil campió metropolità del club Lomas Athletic. El 1973 va formar part –i en va ser capitana– de la selecció de Buenos Aires que va guanyar el campionat argentí. Va formar part de la selecció nacional juvenil i de grans d'hoquei sobre herba.
Durant la dictadura que va prendre el poder el 1976, va mantenir una militància d'oposició a la dictadura militar al Partit Comunista Marxista-Leninista. Va ser segrestada el 27 de maig de 1978, quan tenia 22 anys, sent portada al centre clandestí de detenció conegut com El Banco. Roman desapareguda des de llavors.
En la seva memòria, la pista d'hoquei sobre herba del Centre Nacional d'Alt Rendiment Esportiu (CeNARD) porta el seu nom.

## Biografia
Adriana Inés Acosta va néixer el 19 de gener de 1956 a Lomas de Zamora, ciutat pertanyent a la zona sud de Buenos Aires. Va realitzar els seus estudis al Col·legi Balmoral. Quan encara cursava els seus estudis primaris va ingressar al Club Lomas Athletic per practicar hoquei sobre herba, joc en el qual s'especialitzaria com davantera, en el lloc d'ala dreta.
El 1972 va formar part de l'equip juvenil de Lomas que va guanyar el campionat, sent la seva capitana. Aquest any va integrar la selecció argentina juvenil d'hoquei sobre herba.
El 1973 va formar part i va ser capitana de la selecció de Buenos Aires que va guanyar el campionat argentí, i va ser convocada a formar part de la selecció argentina major (que tres dècades després prendria el nom de Las Leonas), jugant aquest mateix any el seu primer partit internacional contra els Estats Units d'Amèrica i formant part de grup preseleccionat previ al Primer Campionat del Món de hoquei femení, jugat a Cannes el 1974. El 1975 va formar part de la selecció nacional que va realitzar la gira per Anglaterra. Va jugar en la primera divisió del seu club fins al 1976.
El 1974 va anar a viure a la ciutat de La Plata per estudiar a la Universitat de La Plata, Ciències de l'Educació primer i Medicina després.
Des que era petita va mostrar una forta preocupació social que la va portar a realitzar activitats socials d'assistència als desemparats. La seva germana recorda el seu treball social a la Llar Patiño de Lomas de Zamora. La seva consciència social la va portar a ingressar com a militant política en el Partit Comunista Marxista-Leninista de l'Argentina. A la ciutat de La Plata va compartir l'habitatge amb Jorge Omar Bonafini (fill d'Hebe de Bonafini, que es convertiria en presidenta de les Mares de Plaça de Mayo) i amb la seva dona, María Elena Bugnone Cepeda de Bonafini.

## Segrest i desaparició

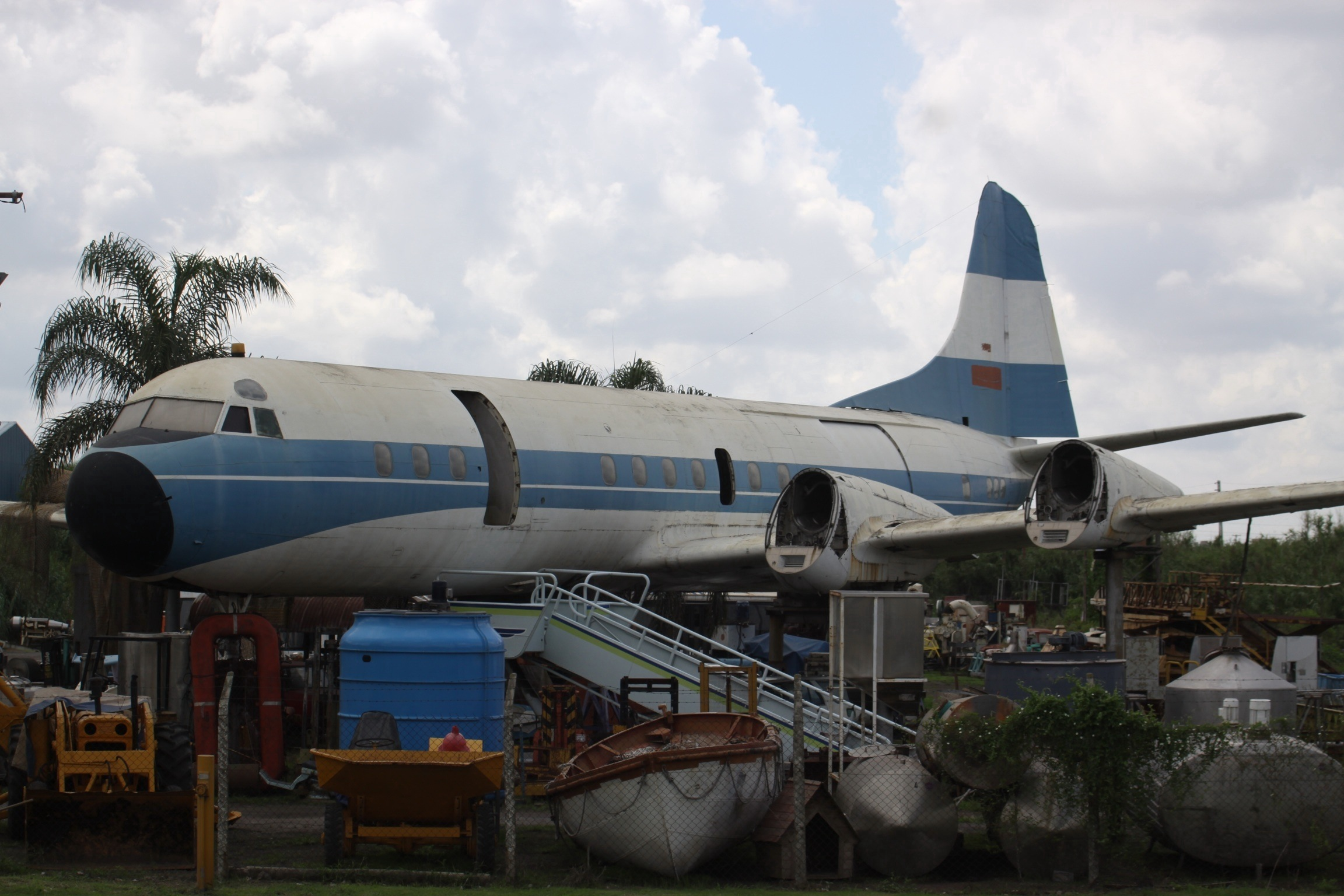
L'avió L-188 Electra 5-T-3 de l'Armada Argentina va ser utilitzat per als «vols de la mort».

El 1976, la dictadura militar instal·lada aquest mateix any va il·legalitzar desenes de partits polítics i va suspendre les activitats polítiques, donant curs a una ferotge repressió de caràcter genocida, que causaria desenes de milers de desapareguts. Malgrat això, Adriana va continuar amb la seva militància opositora a la dictadura, traslladant-se a Buenos Aires per raons de seguretat, perquè la menor grandària de la ciutat de La Plata extremava la vulnerabilitat dels militants polítics i socials.
El 27 de maig de 1978, a les 15:30 h, Adriana va ser segrestada per un grup de tasques en una pizzeria situada a la cruïlla de l'avinguda Francisco Beiró amb Segurola, al barri de Vila Devoto de la Ciutat de Buenos Aires.
Se sap que va ser portada al centre clandestí de detenció conegut com El Banco, ubicat a Ezeiza, on va ser torturada. Va compartir captiveri amb María Elena Bugnone Cepeda de Bonafini, amb qui vivia a la ciutat de La Plata. Es presumeix que va ser llançada a les aigües del riu de la Plata, en un «vol de la mort».

## Memòria
Les seves companyes d'equip, van honrar la seva memòria incloent el seu nom en una de les cançons de l'equip del Lomas:
| «                                                                                     | Per la dreta resplendeix Adriana, que per ser bona i capaç és capitana ... | » |
| — Segment de la cançó de l'equip d'hoquei del Lomas Athletic dedicat a Adriana Acosta |                                                                            |   |

El 6 d'octubre de 2009 el govern argentí va decidir anomenar amb el nom d' «Adriana Acosta» la pista d'hoquei sintètic instal·lada al Centre Nacional d'Alt Rendiment Esportiu (CeNARD). En l'acte d'inauguració, es van fer presents els pares, germans i altres familiars d'Adriana, Las Leonas, Alicia Kirchner (ministra de Desenvolupament Social), Claudio Morresi (secretari d'Esport, exjugador de futboll i germà de Norberto, també va ser detingut-desaparegut per l'última dictadura militar), Tati Almeyda (presidenta de Mares de Plaça de Mayo Línia Fundadora), Estela de Carlotto (presidenta de les Àvies de la Plaça de Mayo) i altres organitzacions de drets humans.
El 2012, les jugadores d'hoquei de Villa Lamadrid i l'Associació El Puente Posible, van pintar un mural a Lomas de Zamora en memòria d'Adriana Acosta.
La seva amiga Nadia Loray va descriure com era Adriana amb les següents paraules:
| « | Adriana Acosta era coneguda per tothom al club Lomas i afectuosament per a nosaltres responia al nom de Lechu. Jugant al hoquei primer vam ser companyes, després la vaig respectar com capitana i més tard va arribar l'admiració. Quan penso en ella, la tinc present com carismàtica, altruista i gran companya. Però, per sobretot, el gran sentit de l'humor que aportava en cada entrenament i en cada prèvia de partit. Sempre estava fent alguna broma. El millor d'ella era la capacitat de resoldre les situacions, ella era la componedora del grup. Si vostès volguessin saber com era la Lechu a la pista, haurien de imaginar a una jugadora murri i ràpida, tant mental com físicament. Això, en una època on no totes les jugadores es destacaven com passa en el hoquei que veiem avui. Mai li vaig preguntar què significava el hoquei per a ella, però suposo que ha d'haver sentit el mateix que totes nosaltres: un lloc on una es troba i es fa amigues, i també on una assoleix expressar-se a través de l'esport. | » |
| — | |   |

## Família
La seva mare, Teresa Bernardi Acosta, actualment forma part de les Mares de Plaça de Mayo. La seva germana, Leticia, també va ser jugadora de hoquei, i també va integrar la selecció argentina.